# 파라과이
파라과이 공화국(스페인어: República del Paraguay 레푸블리카 델 파라과이[*], 과라니어: Têta Paraguái 테타 파라와이, 문화어: 빠라과이)은 볼리비아와 더불어 남아메리카에 있는 내륙국이다. 파라과이강이 지나며, 남쪽으로는 아르헨티나와, 동북쪽으로는 브라질과, 북서쪽으로는 볼리비아와 맞닿아있다. 남아메리카의 한가운데 자리잡은 나라라서, 때로는 "아메리카의 심장"(Corazón de América)으로 불리기도 한다. 수도는 아순시온이며 주요 도시로는 아순시온, 엥카르나시온, 시우다드델에스테 등이 있다.

## 국호 유래
"파라과이"라는 국호는 북에서 남으로 이 나라의 중심을 지나는 파라과이강에서 나온 것이다. 이 강 이름의 기원에 대해서는 넷 이상의 설이 있다. 과라니어로 말그대로 번역하자면 Para는 '여러 색깔의', Gua는 '~에서, ~에 속하는, 장소', Y는 '물, 강 혹은 호수'를 뜻한다. 즉 '강물의 여러 색깔'(가령 햇빛이 수면에 비친 색이나 물가의 앵무새 따위)이란 뜻이 된다.

## 지리
파라과이는 파라과이 강을 기준으로 동부 지역(공식적으로는 동부 파라과이Paraguay Oriental이며, 파라네냐paraneña라고도 한다)과 서부 지역(공식적으로는 서부 파라과이Paraguay Occidental이며 차코Chaco라고도 한다.)으로 나뉜다.
남동부 국경은 파라나강이며, 브라질과 파라과이 사이에 이타이푸 발전소가 있다. 이 댐은 현재 세계에서 가장 큰 수력 발전소로 파라과이에 필요한 모든 전력을 공급한다. 파라과이는 브라질과 이타이푸 댐을 공유하고 있으므로 이 댐 전력에서 50%의 권리를 가진다. 파라과이는 여기서 생산되는 전력의 15% 정도만 소비하기 때문에 나머지 전력은 브라질에 판매한다. 파라냐 강의 다른 거대 수력 발전소로는 야시레타 댐이 있는데, 파라과이와 아르헨티나가 공유하고 있다.
지형은 동쪽에는 초지와 숲이 울창한 언덕으로 되어 있고, 서쪽은 저지의 습지 평야이다.
이 지역의 기후는 온대 기후로, 동부 지역은 강수량이 상당하나 서쪽 끝으로는 반-건조 기후를 보인다.

### 이타이푸 발전소
이타이푸 발전소는 파라나강에 파라과이와 브라질이 함께 지은 댐이다. 브라질에는 나라 전체가 쓸 수 있는 전기의 4분의 1을 공급해 주고, 파라과이에는 전체의 3분의 1이상을 공급해 준다. 이 발전소는 2008년에 약 940조 6800억 kWh의 전기를 생산해냈으며, 이 댐은 세상에서 가장 큰 댐으로 기록되어 있다.

## 역사

### 식민지배 전후
콜럼버스 이전 시대의 파라과이는 숲이 우거졌고 비옥한 땅이었다. 그곳에서 반유목 생활을 하며 과라니어를 쓰는 부족들이 살았으며, 용맹한 전사의 전통을 가지고 있었다. 1525년 에스파냐 A.가르시아가 파라과이에 처음 발을 들인 이래로 1536년부터 식민지화를 시작했다. 1537년 8월 15일 아순시온에 에스파냐 탐험가 후안 데 살라사르 이 에스피노사가 정착지를 건설했다. 이 도시는 18세기 남아메리카에 정착한 예수회의 선교지였으며, 에스파냐 식민지의 지방 중심지가 되었다. 동부 파라과이에 예수회 공회도소가 설치되어 150여년간 번성했으나 1767년에 에스파냐 왕가가 예수회를 추방했다. 파라과이는 1811년 5월 14일에 에스파냐 지역 정부를 전복하고 독립을 선언했다.

### 독립 이후

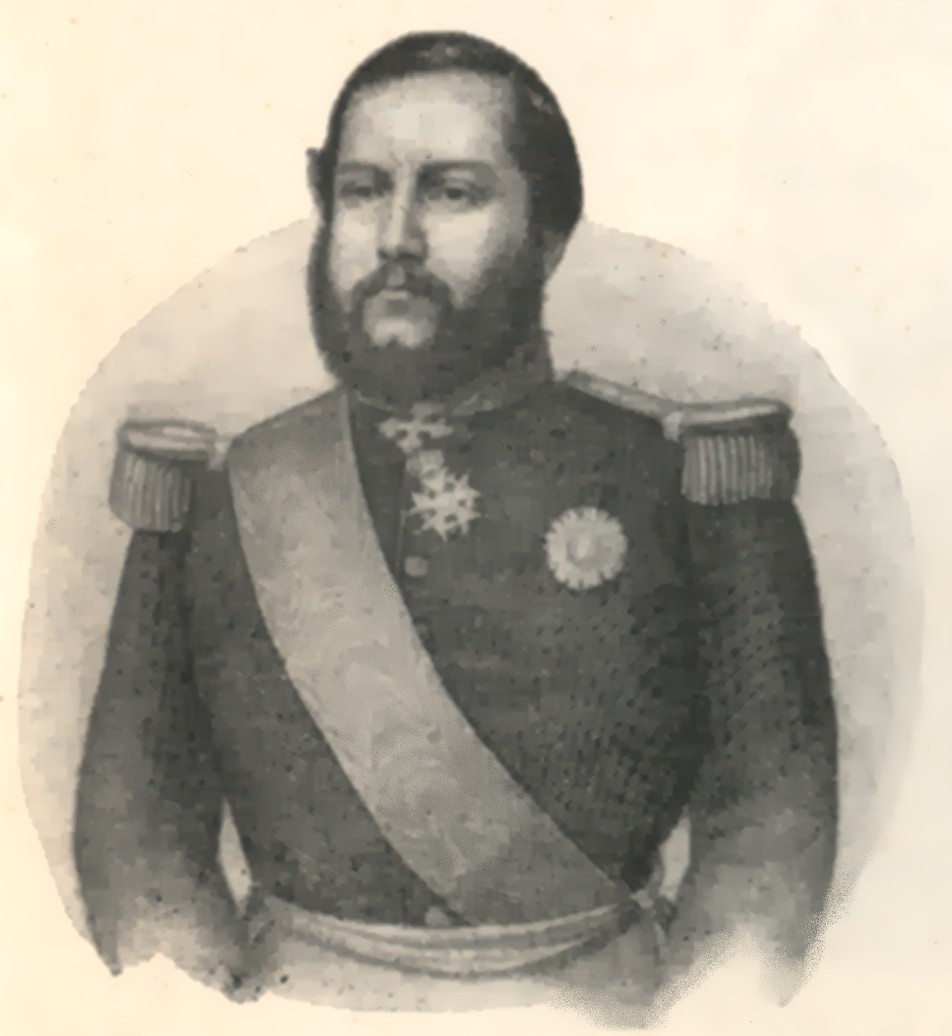
파라과이의 독재자 프란시스코 솔라노 로페스

독립 후, 호세 가스파르 로드리게스 데 프란시아를 중심으로 독재 체제를 유지하면서 경제를 발전시키는 노력을 했다. 그의 아들인 C.A.로베스동안에도 외국자본을 들어오게 하여 경제를 발전시켰지만, 파라과이는 브라질과 아르헨티나, 우루과이와 삼국동맹전쟁에서 5년간 남아메리카 역사상 가장 피비린내 나는 전쟁 끝에 1870년에 패배하여 나라가 파괴되고 인구가 크게 줄었다. 특히 파라과이의 독재자 프란시스코 솔라노 로페스가 이 전쟁에서 전사하였으며 파라과이 남자인구의 90%에 달하는 인구가 이 전쟁을 목숨을 잃어 수많은 전쟁미망인이 양산되기도 했다. 파라과이는 과거 전체가 파라과이의 영토였던 이구아수 폭포의 상당 부분을 뺏기는 등 브라질과 아르헨티나에 영토를 크게 잃었다. 그리고 친아르헨티나, 친브라질로 대립하다가, 1930년대 차코 전쟁에서 파라과이는 볼리비아를 무찔렀다. 파라과이는 차코 지역에 대한 영유권을 되찾았으며, 평화의 대가로 영토를 더 얻었다.
역사가와 교육자, 정치가들은 파라과이 역사에 대해 많은 논쟁을 벌이고 있다. 이 나라의 역사적 사건, 특히 전쟁에 대한 공식적인 서술은 나라에 따라 차이가 난다. 콜로라도당과 자유당은 파라과이 역사의 독특한 공식 서술을 유지했다. 1869년 아순시온 점령 당시 브라질 제국군은 파라과이 국립 문서기록소 자료를 찾아 히우 지 자네이루로 가져가서 비밀로 지켰으며, 그래서 파라과이의 식민 시대와 초기 역사를 연구하기는 힘들다.

### 스트로에스네르 정권과 민주화
1949년 콜로라도당의 페데리코 차베스(Federico Chaves)가 대통령이 되었지만, 5년 후 알프레도 스트로에스네르(Alfredo Stroessner)장군의 쿠데타로 물러나고 말았다. 새 대통령 스트로에스네르는 군사독재정치를 실시했으며, 반대자를 탄압하고 파라과이에서 쫓아내는 등 가혹한 통치를 하였다. 또한 부정선거를 통해 무려 7번이나 재당선되었다. 1980년대 후반 아들인 구스타보에게 세습을 시도하다가 이에 분노한 안드레스 로드리게스(Andrés Rodríguez)장군의 쿠데타로 추방당했다. 새 대통령 로드리게스는 민주화 정책을 실시했으나 스트로에스네르와 마찬가지로 반대자들을 탄압하고, 1992년 대선에서 부정을 저지르고 말았다. 결국 자신이 지지한 와스모시 몬띠(Wasmosy Monti)가 대통령으로 당선되었고, 이로써 차베스 이후 39년 만에 민정을 복귀하는 데 성공했다.
와스모시는 당시 혼란스러웠던 이미지를 완화시키기 위해 여러 가지 노력을 했지만, 군의 방해와 경제 사정 악화 등으로 혼란을 겪어야만 했다. 또한 이를 계기로 군부가 쿠데타를 시도하는 등 테러의 위험에 둘러쌓이게 된다. 1998년 라울 꾸바스(Raúl Cubas)가 대통령이 되었지만, 아르가냐부통령의 암살과 오비에도장군의 권력남용 등에 대한 책임으로 7개월만에 파면당하고 말았다. 1999년 곤살레스 마끼(González Macchi)가 권한을 승계받았지만, 뇌물수수와 국가이미지 실추 등으로 지지율을 잃고 말았다. 2003년 새로 선출된 니까노르 두아르떼(Nicanor Duarte)는 부패추방으로 높은 지지율을 얻었으나, 경제 상황을 해결하지 못해 지지율이 떨어지고 말았다. 2008년 페르난도 루고가 대통령이 됨으로써 61년 만에 좌파정권 복귀를 이루었고, 역사적 승리를 거두었다. 루고는 41%에 가까운 득표율로, 콜로라도당의 블랑카 오벨라르는 약 31%에 그쳤다. 무토지 농민 시위의 유혈진압의 책임을 물어 루고 대통령이 탄핵되고 2012년에 페데리코 프랑코 부통령이 대통령직을 승계했다. 2013년 8월 15일 오라시오 카르테스가 당선되어, 5년 만에 콜로라도당 정권 교체를 따라 복귀하게 되었다.

## 기후

### 기후
남동부는 열대 우림이 울창하고 토양이 비옥한 데다 강수량이 풍부하고(연 1,700mm), 농목축업이 발달하여 전체 인구의 96%가 이 지역에 집중되어 있다. 그 반면, 북서부는 완전한 평원이지만 비가 불규칙하게 내릴 뿐만 아니라, 건조한 초원과 밀림으로 덮여 있고 투수성(透水性)이 강한 사력층(砂礫層)으로 이루어진 불모지대이다. 미국계 석유회사들은 이 지역의 석유채굴권을 획득하였으며 미국의 군용비행장 등 군사시설이 있다. 연평균기온은 24.5°C이다.

### 행정 구역
수도는 아순시온이며, 인구의 98%가 파라과이강 동쪽에 살고 있다.

## 교통
파라과이에는 공항도 잘 발달되어 있고, 도로의 경우 국도 제1호선, 국도 제2호선, 국도 제3호선 등이 주로 관통되어 있는 것으로 보인다.

## 정치
1811년에 첫 헌법이 제정되었으며 1992년 6월 20일에 현행 신헌법이 발효되었다. 정치 체제는 대통령제로, 대통령은 국민의 직접 선거로 선출되며 5년 단임제이다. 의회는 양원제로, 상원 45석, 하원 80석으로 구성되어 있다. 의회 선거는 대통령 선거와 동시에 실시되며, 상원은 전국구 비례대표제, 하원은 지방별 비례대표제로 선출되고, 임기는 5년이다. 주요 정당으로 현 여당인 홍당(PC: Partido Colorado)과 야당인 급진정통자유당(PLRA: Partido Liberal Radical Autentico) 등이 있다. 현 대통령은 2013년 8월 15일에 취임한 오라시오 카르테스이며, 총체적 국가개혁을 천명하고, 최우선 국정과제로 경제성장과 빈곤퇴치, 정치개혁을 선정하였다. 현재 파라과이는 무토지농민에 대한 토지분배문제와 빈곤심화에 따른 치안불안이 핵심이슈이다.
대외적으로 파라과이는 반공·자유주의 국가와의 제휴 강화를 기본방침으로 하며, 중남미 여러 나라, 특히 메르코수르(MERCOSUR) 국가와의 관계 강화를 중심으로 한다. 정치적으로는 친서방 반공국가였으나, 1989년 로드리게스(Rodriguez) 대통령 집권 이후 소련 해체 등의 여파로 공산권이었던 동구권과도 외교관계 수립하였다. 미주기구(OAS), 리오그룹 등 역내 기구와의 협력증진을 중시하고 있으며, 1991년 3월 남미공동시장(MERCOSUR)의 출범에 따라 아르헨티나, 브라질, 우루과이 등 역내 회원국과 제반 협력을 강화하는 한편, 볼리비아, 칠레 등 인접국과 선린관계를 추구하고 있다.

## 대외 관계

### 대한 관계
파라과이는 1962년에 대한민국과 수교하였으며, 조선민주주의인민공화국과는 수교하지 않았다. 대한민국과 문화협정(1973), 과학·기술협력협정(1975), 무역협정(1981), 사증면제협정(1982), 투자보장협정(1992), 범죄인 인도협정(1996) 등을 체결하였다. 전통적으로 대한민국에 대해 우호정책을 취하고 각급 국제무대에서 대한민국의 입장을 적극 지지해왔으며, 자국의 경제발전을 위해 대한민국의 경제발전 모델을 도입하려 하고 있다. 특히, 대한민국 기업의 투자진출 및 경제, 기술, 교육 등의 분야에서 대한민국과의 실질적인 협력관계 증진에 큰 관심을 갖고 있다.

### 대중 관계
파라과이는 현재 남아메리카에서 유일하게 중화민국과 수교중인 나라이다. 수도 아순시온에 주파라과이 중화민국 대사관이 설치되어 있다. 좌파 성향인 페르난도 루고 집권 시에 중화인민공화국과 수교하는 방안을 검토하였으나, 중화인민공화국은 양안 관계가 나아지는 상황에서 중화민국 측을 배려하여 제안을 우회적으로 거절하였다.

### 대일 관계
일본과도 우호적인 외교 관계를 유지해 나가고 있다.

### 대미 관계
미국과의 관계는 매우 좋은 편이다. 다만 무역 분야에서는 매우 협력하게 되어 있는 축으로 가지고 있으며, 투자 활동도 꽤나 폭넓은 수준에 이르고 있다.

## 국민
파라과이인의 90% 이상이 황인종계인 과라니족 등의 인디오과 스페인인 사이의 혼혈(메스티소)이다.

## 언어
스페인어와 과라니어가 공용어이다. 원주민들은 모헤뇨어도 사용한다.

## 종교

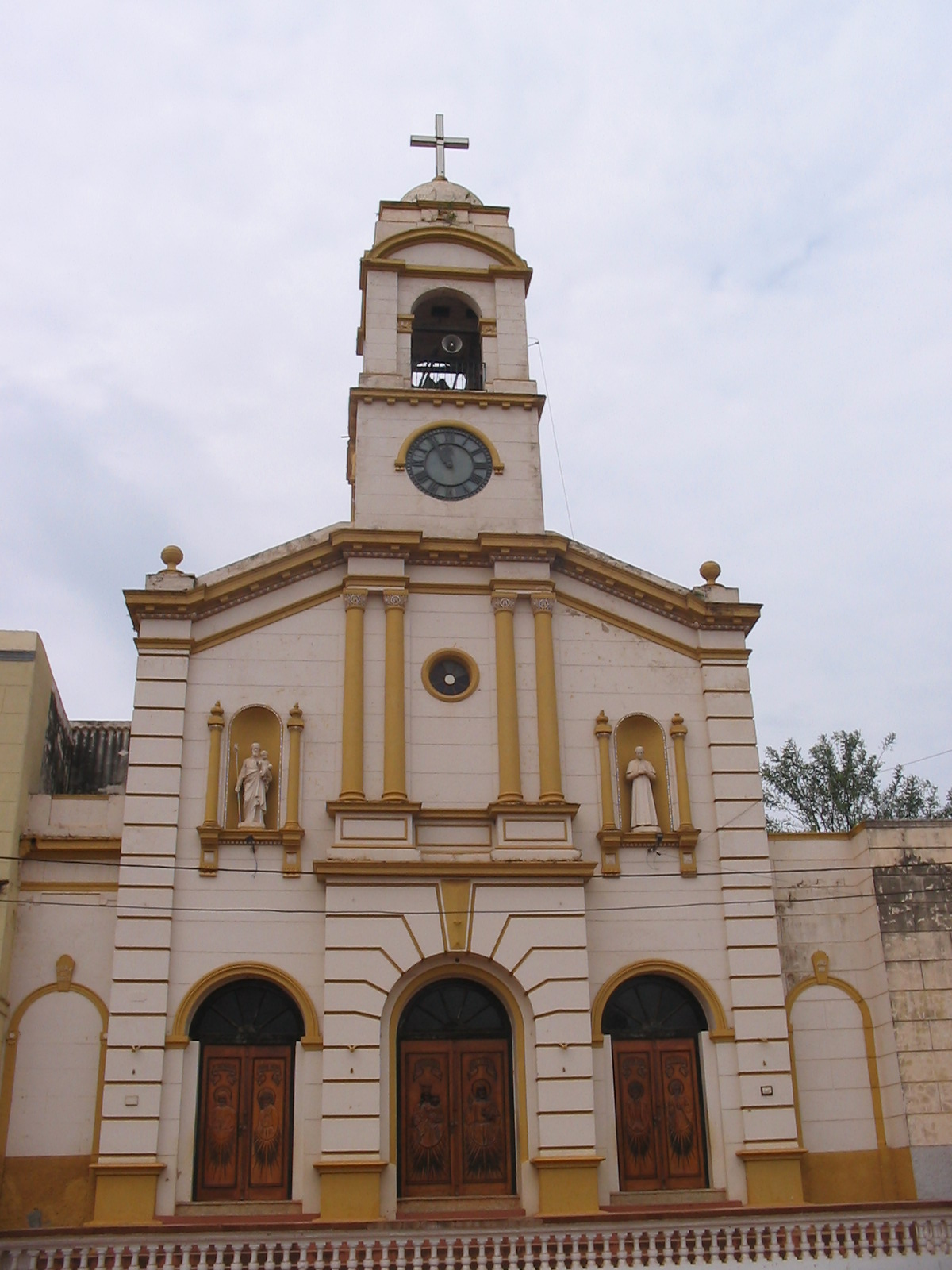
콘셉시온에 있는 가톨릭 성당

가톨릭이 80%, 개신교가 15%이다.
| 종교 Religion                                                                 | 2002년도 신도 Number of followers 2002 | 2002년 Percentage 2002 | 1992년 신도 Number of followers 1992 | 평균 Percentage 1992 | 1992년에서 2002년사이의 변화 Change 1992-2002 |
| ----------------------------------------------------------------------------- | -------------------------------------- | ---------------------- | ------------------------------------ | -------------------- | --------------------------------------------- |
| 가톨릭교회 Catholicism                                                        | 3,488,086                              | 89.61%                 | 2,749,888                            | 93.25%               | -3.64%                                        |
| 독립 가톨릭 교회 Indigenous & Catholic                                        | 223                                    | 0.01                   | N/A                                  | N/A                  | N/A                                           |
| 정교회 Orthodox                                                               | 25                                     | <0.00%                 | N/A                                  | N\A                  | N/A                                           |
| 러시아 정교회 Russian (Orthodox)                                              | 470                                    | 0.01%                  | N/A                                  | N/A                  | N/A                                           |
| 그외 정교회 Other Orthodox                                                    | 950                                    | 0.02%                  | N/A                                  | N/A                  | N/A                                           |
| 성공회 Anglicanism                                                            | 1,858                                  | 0.05%                  | N/A                                  | N/A                  | N/A                                           |
| 토착 성공회 Indigenous & Anglican                                             | 29                                     | <0.01%                 | N/A                                  | N/A                  | N/A                                           |
| 루터교회 Lutheran                                                             | 8,849                                  | 0.23%                  | N/A                                  | N/A                  | N/A                                           |
| 장로교 Presbyterian                                                           | 276                                    | 0.01%                  | N/A                                  | N/A                  | N/A                                           |
| 메노나이트 Mennonites                                                         | 8,445                                  | 0.22%                  | N/A                                  | N/A                  | N/A                                           |
| 토착 메노나이트 Indigenous & Mennonite                                        | 8                                      | <0.01%                 | N/A                                  | N/A                  | N/A                                           |
| 전통적인 기독교(가톨릭교회 제외)Traditional Christianity* (excl. Catholicism) | 21,133                                 | 0.54%                  | 14,497                               | 0.49%                | +0.05%                                        |
| 기독교 전도회 Christian and Missionary Alliance                               | 87                                     | <0.01%                 | N/A                                  | N/A                  | N/A                                           |
| 하나님의 성회(오순절교회)Assemblies of God                                    | 9,879                                  | 0.25%                  | N/A                                  | N/A                  | N/A                                           |
| 마라나타 침례교회 Maranatha Baptist Church                                    | 10,355                                 | 0.27%                  | N/A                                  | N/A                  | N/A                                           |
| Centro familiar de adoración aposent.                                         | 513                                    | 0.01%                  | N/A                                  | N/A                  | N/A                                           |
| Comunidad Cristiana                                                           | 1,046                                  | 0.03%                  | N/A                                  | N/A                  | N/A                                           |
| 형제단 교회 Plymouth Brethren - Open Brothers                                 | 665                                    | 0.02%                  | N/A                                  | N/A                  | N/A                                           |
| 독립 Independent                                                              | 7                                      | <0.01%                 | N/A                                  | N/A                  | N/A                                           |
| 오순절교회 Church of God (Pentecostal)                                        | 1,550                                  | 0.04%                  | N/A                                  | N/A                  | N/A                                           |
| Church of God of Prophecy (Pentecostal)                                       | 149                                    | <0.01%                 | N/A                                  | N/A                  | N/A                                           |
| 감리교회 Methodists                                                           | 451                                    | 0.01%                  | N/A                                  | N/A                  | N/A                                           |
| 자유감리교회 Free Methodists                                                  | 156                                    | <0.01%                 | N/A                                  | N/A                  | N/A                                           |
| 나사렛 교회Church of the Nazarene                                             | 86                                     | <0.01%                 | N/A                                  | N/A                  | N/A                                           |
| 침례교Neotestamentaria (Baptist)                                              | 276                                    | 0.01%                  | N/A                                  | N/A                  | N/A                                           |
| 오순절교회 Pentecostal                                                        | 8,631                                  | 0.22%                  | N/A                                  | N/A                  | N/A                                           |
| 그외 복음주의 교회 Other Evangelical                                          | 186,107                                | 4.78%                  | N/A                                  | N/A                  | N/A                                           |
| 안식교회 Seventh Day Adventist                                                | 7,804                                  | 0.20%                  | N/A                                  | N/A                  | N/A                                           |
| 오순절교회Dios es Amor (Pentecostal)                                          | 1,290                                  | 0.03%                  | N/A                                  | N/A                  | N/A                                           |
| Universal Church of the Kingdom of God                                        | 714                                    | 0.02%                  | N/A                                  | N/A                  | N/A                                           |
| Unification Church                                                            | 116                                    | <0.01%                 | N/A                                  | N/A                  | N/A                                           |
| 모른몬교Church of Jesus Christ of Latter Day Saints (Mormons)                 | 9,374                                  | 0.24%                  | N/A                                  | N/A                  | N/A                                           |
| Pueblo de Dios                                                                | 12,114                                 | 0.31%                  | N/A                                  | N/A                  | N/A                                           |
| 여호와의 증인 Jehovah's Witnesses                                             | 11,805                                 | 0.30%                  | N/A                                  | N/A                  | N/A                                           |
| 시온교회Mount Zion Church                                                     | 233                                    | 0.01%                  | N/A                                  | N/A                  | N/A                                           |
| Other pseudo-Christian groups                                                 | 825                                    | 0.02%                  | N/A                                  | N/A                  | N/A                                           |
| 16세기이후 기독교 교회들 Post-16th-Century Christian demoninations**          | 264,233                                | 6.78%                  | 138,573                              | 4.70%                | +2.08%                                        |
| 유대교 Judaism                                                                | 1,100                                  | 0.03%                  | 952                                  | 0.03%                | -                                             |
| 이슬람 Islam                                                                  | 872                                    | 0.02%                  | 1,200                                | 0.04%                | -0.02%                                        |
| 힌두교 Hinduism (Tao)                                                         | 151                                    | <0.01%                 | N/A                                  | N/A                  | N/A                                           |
| 불교 Buddhism                                                                 | 2,088                                  | 0.05%                  | N/A                                  | N/A                  | N/A                                           |
| Reyukai                                                                       | 72                                     | <0.01%                 | N/A                                  | N/A                  | N/A                                           |
| 신토 Shintoism                                                                | 30                                     | <0.01%                 | N/A                                  | N/A                  | N/A                                           |
| 바하이 신앙 Bahá'í Faith                                                      | 225                                    | 0.01%                  | N/A                                  | N/A                  | N/A                                           |
| "Eastern and Cultural Religions" (excl Islam)***                              | 2566                                   | 0.07%                  | 2,811                                | 0.10%                | -0.03%                                        |
| Rosacrucis                                                                    | 7                                      | <0.01%                 | N/A                                  | N/A                  | N/A                                           |
| Spiritualists - E.C.Basilio                                                   | 289                                    | 0.01%                  | N/A                                  | N/A                  | N/A                                           |
| Umbanda                                                                       | 54                                     | <0.01%                 | N/A                                  | N/A                  | N/A                                           |
| 기타, 영지주의 Other, Spiritualist                                            | 66                                     | <0.01%                 | N/A                                  | N/A                  | N/A                                           |
| Mentalism                                                                     | 164                                    | <0.01%                 | N/A                                  | N/A                  | N/A                                           |
| Indigenous Religions                                                          | 23,741                                 | 0.61                   | N/A                                  | N/A                  | N/A                                           |
| 기타 종교 Religions not included above                                        | 1,208                                  | 0.03%                  | N/A                                  | N/A                  | N/A                                           |
| Unspecified other religion                                                    | 6,139                                  | 0.16%                  | N/A                                  | N/A                  | N/A                                           |
| Religion not previously mentioned in 1992 Census****                          | 31,668                                 | 0.81%                  | 8,152                                | 0.28%                | +0.53%                                        |
| 무종교 No religion                                                            | 44,334                                 | 1.14%                  | 23,236                               | 0.78%                | +0.36%                                        |
| 무응답 No response                                                            | 37,206                                 | 0.96%                  | 9,790                                | 0.33%                | +0.63%                                        |
| 전체 조사자 Total no. of participants                                         | 3,892,603                              | 100%                   | 2,949,099                            | 100%                 | -                                             |